# Café-librairie

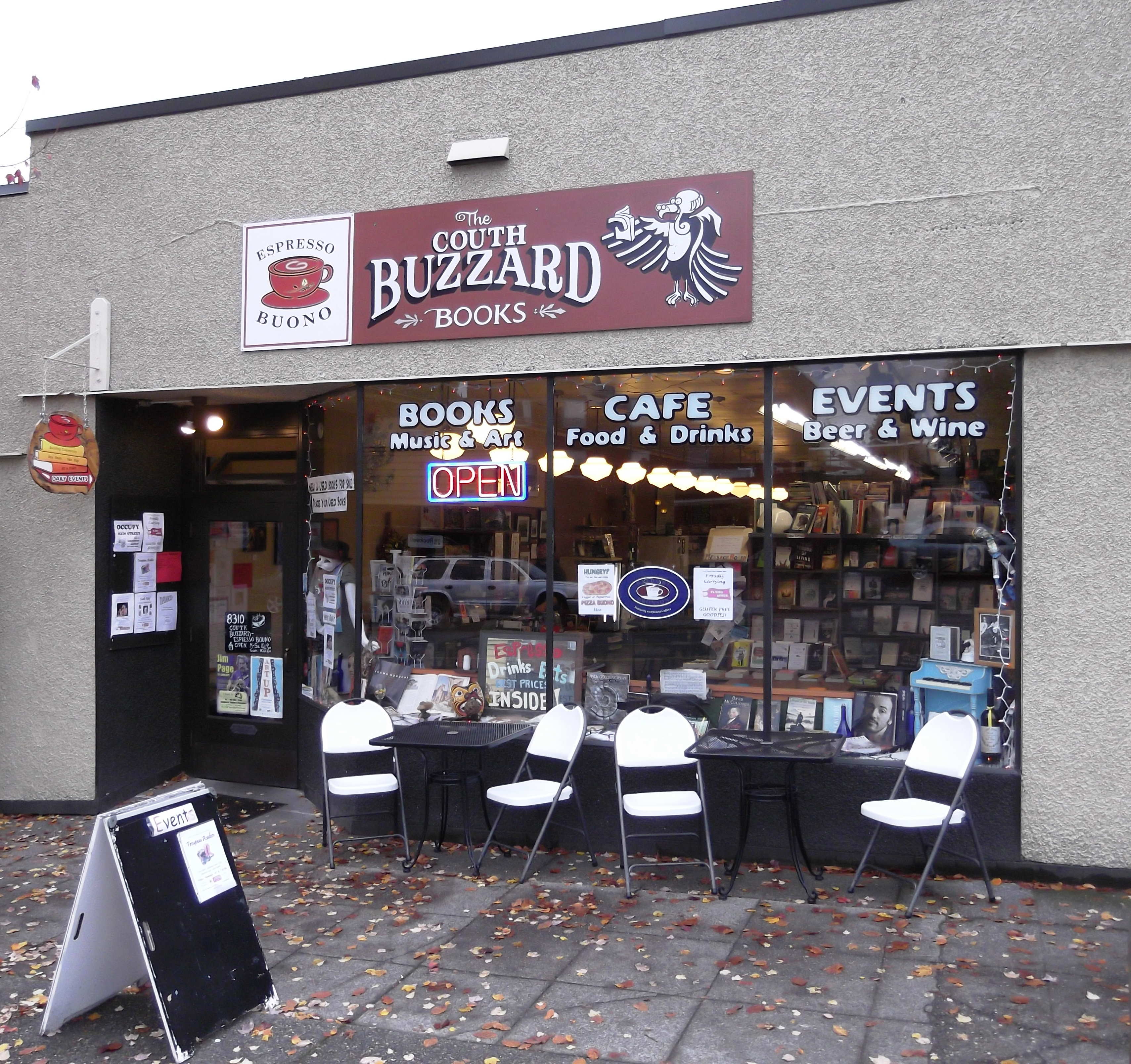
Café-librairie à Seattle

Nouvelle génération de cafés et ouverture dans l'espace de la librairie, les cafés-librairies allient la convivialité des échanges autour d'une boisson ou d'un plat avec le plaisir de la lecture et des relations avec les livres et l'écriture. 
En France, il existe actuellement une centaine de cafés-librairies. La première vient de Bretagne où, à la suite du Caplan & Co, à Guimaëc (Finistère), une vingtaine de cafés-librairies ont vu le jour, regroupés par Calibreizh  en une fédération des cafés et librairies de Bretagne.
Les dénominations sont multiples, selon les différentes formules que proposent les établissements, et pour lequel l'ordre a une réelle importance puisqu'elle précise l'importance de chaque espace dans le commerce. On peut trouver des cafés-librairies, des librairies-cafés, des librairies salon de thé ou même des salons de thé-épicerie fine-librairie, et peut y être aussi incluse l'édition. 
Étant un lieu à part n'ayant pas de structure fixe, hybride entre deux commerces différents, les cafés-librairies proposent différentes offres. Ils peuvent avoir pour carte seulement des boissons, de la nourriture le plus souvent sous forme de gâteaux, mais certains font le choix de faire aussi de la restauration à plus grande échelle en proposant des repas aux clients le midi voire parfois le soir. Pour le livre, il y a souvent un choix effectué de n'avoir que du neuf, mais certains établissements ont parmi leur fonds aussi de l'occasion, voire parfois cela exclusivement. 
Les cafés-librairies des lieux où on peut consommer une boisson, voire déjeuner, manger des gâteaux mais leurs vocations sont aussi la lecture et les rencontres. Les animations sont un élément fort de ces lieux, par des concerts, des rencontres avec des auteurs, des lectures, des ateliers de bricolage ou de langues notamment. Depuis peu, elles laissent aussi leurs espaces être des lieux d'échange en se louant comme espace de cotravail. Cependant, plus les lieux seront en milieu rural, et plus ils devront développer de l'animation, alors qu'en milieu urbain, il faut surtout se démarquer pour se faire une place.